# Яружани
Яружани — населённый пункт в общине Лакташи, которая принадлежит энтитету Республике Сербской, Босния и Герцеговина. По результатам югославской переписи населения 1991 года в Яружанах проживало 550 человек.

## Население
| 1961                           | 1971 | 1981 | 1991 | - | - | - |
| ------------------------------ | ---- | ---- | ---- | - | - | - |
| 560                            | 551  | 598  | 550  | - | - | - |
| Гистограмма динамики населения |      |      |      |   |   |   |

### Национальный состав
1971 год:
- Сербы — 548
- Хорваты — 3
- Югославы — 0
- Другие — 0

1981 год:
- Сербы — 563
- Хорваты — 1
- Югославы — 34
- Другие — 28

1991 год:
- Сербы — 523
- Хорваты — 2
- Югославы — 10
- Другие — 15